# Франко, Эдуардо
Эдуардо Франко (англ. Eduardo Franco; род. 11 ноября 1995, Юма, Аризона) — американский актёр, известный по ролям Аргайла в сериале «Очень странные дела», Спенсера Диаса в сериале «Американский вандал» и Тео в фильме «Образование».

## Биография
Родился 11 ноября 1995 года в Юме.
Эдуардо начал свою карьеру с роли Стью в сериале «Дневник геймера» в 2015 году. Далее он снимался в роли Гэвиса в сериале «Адам портит всё». Появлялся в эпизодических ролях в сериалах «Ты — воплощение порока», «Лопес», «Взрывная штучка», «ПрепАды». Также сыграл роль Джереми Абеляра в фильме «Прибор» 2018 года, роль Эндрю в фильме «Кутёж», роль Тодда в фильме «Искусственный интеллект», сыграл Майка в «Мы расстались», также исполнил роль Грега в фильме 2021 года «Отчаянные аферистки».
В 2022 году сыграл в 4-м сезоне в основном составе сериала «Очень странные дела», исполнив роль Аргайла.

## Фильмография
| Год       |   | Русское название        | Оригинальное название                   | Роль             |
| --------- | - | ----------------------- | --------------------------------------- | ---------------- |
| 2015—2017 | с | Дневник геймера         | Gamer’s Guide to Pretty Much Everything | Стью             |
| 2015—2017 | с | Адам портит всё         | Adam Ruins Everything                   | Гэвис            |
| 2016      | с | Ты — воплощение порока  | You’re the Worst                        | Джастин          |
| 2017      | с | Лопес                   | Lopez                                   | участник встречи |
| 2017      | с | Американский вандал     | American Vandal                         | Спенсер Диас     |
| 2017      | с | Взрывная штучка         | Lady Dynamite                           | Спайдер          |
| 2018      | ф | Прибор                  | The Package                             | Джереми Абеляр   |
| 2018      | с | Крутые ребята           | The Cool Kids                           | Кевин            |
| 2019      | ф | Образование             | Booksmart                               | Тео              |
| 2019      | с | ПрепАды                 | Those Who Can’t                         | Кевин            |
| 2020      | ф | Кутёж                   | The Binge                               | Эндрю            |
| 2020      | ф | Искусственный интеллект | Superintelligence                       | Тодд             |
| 2021      | ф | Мы расстались           | We Broke Up                             | Майк             |
| 2021      | ф | Отчаянные аферистки     | Queenpins                               | Грэг             |
| 2022      | с | Очень странные дела     | Stranger Things                         | Аргайл           |